# ديبورا هايد
ديبورا هايد (بالإنجليزية: Deborah Hyde)‏ (وُلدت عام 1965) هي مشككة بريطانية، وفلكلورية، وعالمة أنثروبولوجيا ثقافية، وزميلة في لجنة التحقيق المتشكك، ورئيسة تحرير صحيفة ذا سكيبتيك. تكتب وتحاضر على نطاق واسع عن الخرافات، وعلم دراسة الحيوانات الخفية، والدين، والإيمان بالظواهر الخارقة، مع إيلاء اهتمام خاص للفلكلور، وعلم النفس، وعلم الاجتماع الكامنين وراء هذه الظواهر، وقد قُدّمت على أنها «خبيرة في مصاصي الدماء». عملت هايد أيضًا في صناعة الأفلام السينمائية.

## بداية حياتها
يعود اهتمام هايد بالخوارق إلى طفولتها وتعزو هذا الاهتمام إلى «قضاء الكثير من الوقت مع الخالات المجنونات». بينما كانت باقي الفتيات مهتمات عادة بالجنّيات والملائكة، فقد كانت هايد مفتونة دائمًا بـ «الأشياء المظلمة». كانت تؤمن بهذه الأشياء في البداية، لكن ذلك تغير باكتشافها كتاب الفنون السوداء لكاتب الغموض ريتشارد كافينديش، الأمر الذي جعلها تطبق نهجًا أكثر تحليلية لهذه الظواهر.

## مهنتها خارج مجال الشكوكية
لمدة سنوات، كانت هايد تعمل في مجال توزيع المقتنيات، وقضت خلالها بضع سنوات في مدينة نيويورك. وتلت ذلك في التسعينيات أنشطتها كمنسقة ومديرة إنتاج في أقسام مختلفة، من ضمنها مؤثرات المخلوقات ومساحيق التجميل، بالإضافة إلى إنشاء مواقع التصوير.

### مساهماتها في صناعة السينما
ساهمت هايد في العديد من الأفلام السينمائية كعضو ومنسق في قسم الماكياج، وكانت مسؤولة عن الأطراف الاصطناعية ومؤثرات المخلوقات، بما في ذلك أفلام الرعب «دوغهاوس» و«1408». كانت منسقة مؤثرات المخلوقات في الفيلم الدرامي أون أ كلير داي. أدت هايد أيضًا العديد من الأدوار على الشاشة، إذ ظهرت في فيلم دوغهاوس بدور الساقية في الحانة، وأدت دور ملكة الجثث في فيلم ذا بروذرز غريم. كما ساهمت في هاري بوتر وحجر الفيلسوف كأحد محاليق نبات فخ الشيطان السحري.
في عام 2013، كانت هايد منتجة الفيلم القصير «ويزدوم»، والذي أدت فيه صوت إحدى الشخصيات، وفي عام 2018، كانت منتجة تنفيذية مشاركة في الفيلم القصير سبتمبر مان.

## مهنتها كشكوكية
بدأت هايد في البحث والكتابة عن الإيمان بالظواهر الخارقة في التسعينيات، وبدأت أولًا بالتدوين تحت اسم «جوردماين». يعود هذا الاسم المستعار إلى امرأة من القرن الخامس عشر، كانت تُعرف أيضًا باسم «ساحرة العين»، وقد أُحرقت في نهاية المطاف بتهمة ممارسة السحر والشعوذة في سميثفيلد، لندن عام 1441. اختارت هايد هذه الشخصية لأن هذه الأخيرة «قد التمسها الكثيرون بسبب معرفتها بالأمور المظلمة».
يضم موقع هايد الحالي ديبورا هايد دوت كوم deborahhyde.com، مدونات ومقاطع فيديو تتخذ فيها نهجًا استقصائيًا للربط بين الفلكلور، وأنظمة المعتقدات، والخوف من الظواهر الطبيعية المجهولة. في عام 2018 استُبدل موقعها السابق جوردماين دوت كوم jourdemayne.com. في ظهورها العلني وكتاباتها، غطت هايد الظواهر الخارقة التالية على نطاق واسع:
- المستذئبون[13][14][15]
- مصاصو الدماء[16]
- الساحرات[17]
- الشياطين[18]
- الأشباح[2]
- الجنيّات[19]
- شخصية الكرامبوس[20][21][22]

### ظهورها العلني في أنحاء المملكة المتحدة
دُعيت هايد للتحدث في العديد من المناسبات المختلفة من ضمنها تجمعات «المشككون في الحانة» في جميع أنحاء المملكة المتحدة (وينشستر، وليفربول، وبرمنغهام، ووايكوم، ومانشستر، وغرينتش، وإلخ)، بالإضافة إلى مؤتمر المشككين الدولي «كيو إي دي - اسأل، وابحث، واكتشف» في مانشستر، حيث تتحدث بشكل منتظم.
تحدثت هايد مرتين في حدث «المشككون على الهامش» في إدنبرة بمحاضرتَين لها، وهما «مقابلة مع خبير مصاصي دماء» و «التاريخ الطبيعي للمستذئب الأوروبي»، وحصلت كلتا المحاضرتين على استقبال جيد من قبل الجمهور المشكك.

## معرض صور

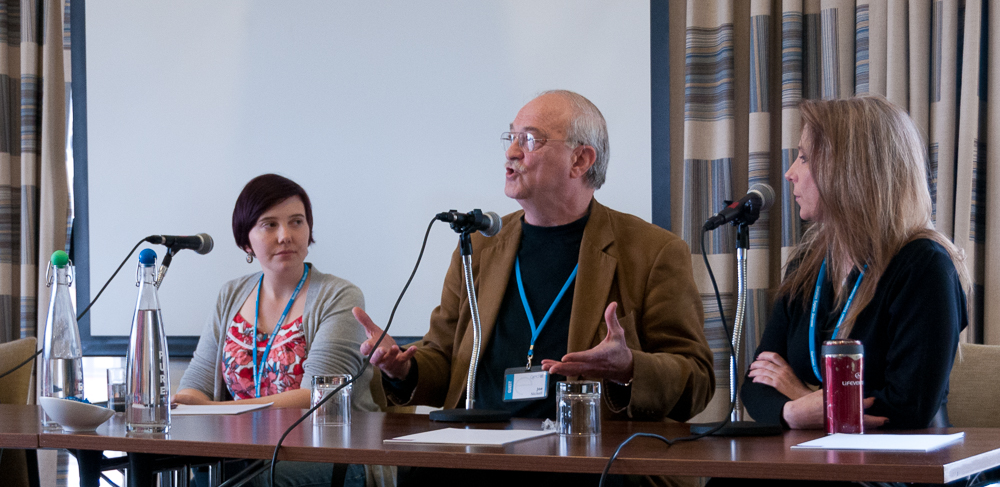
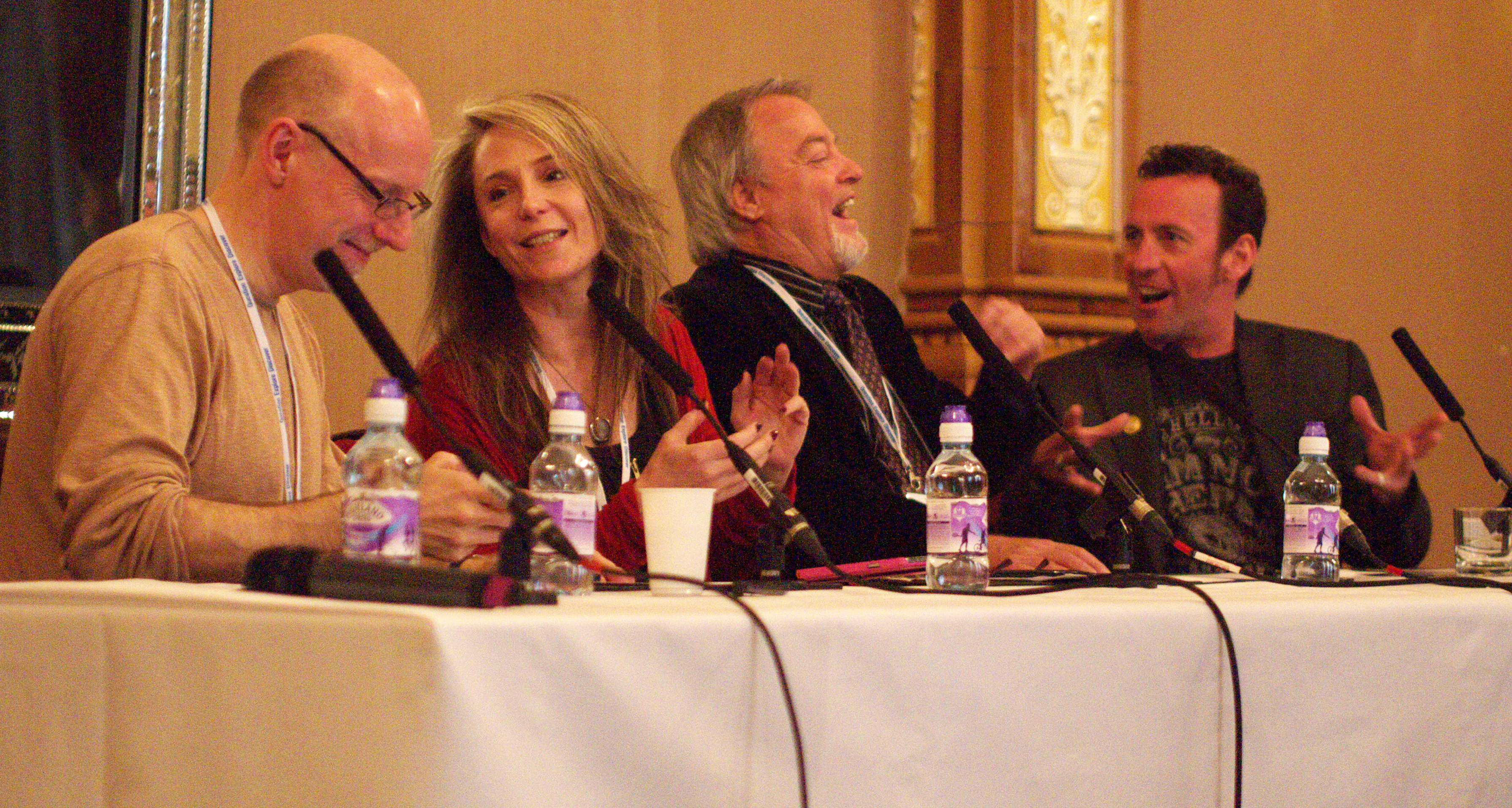
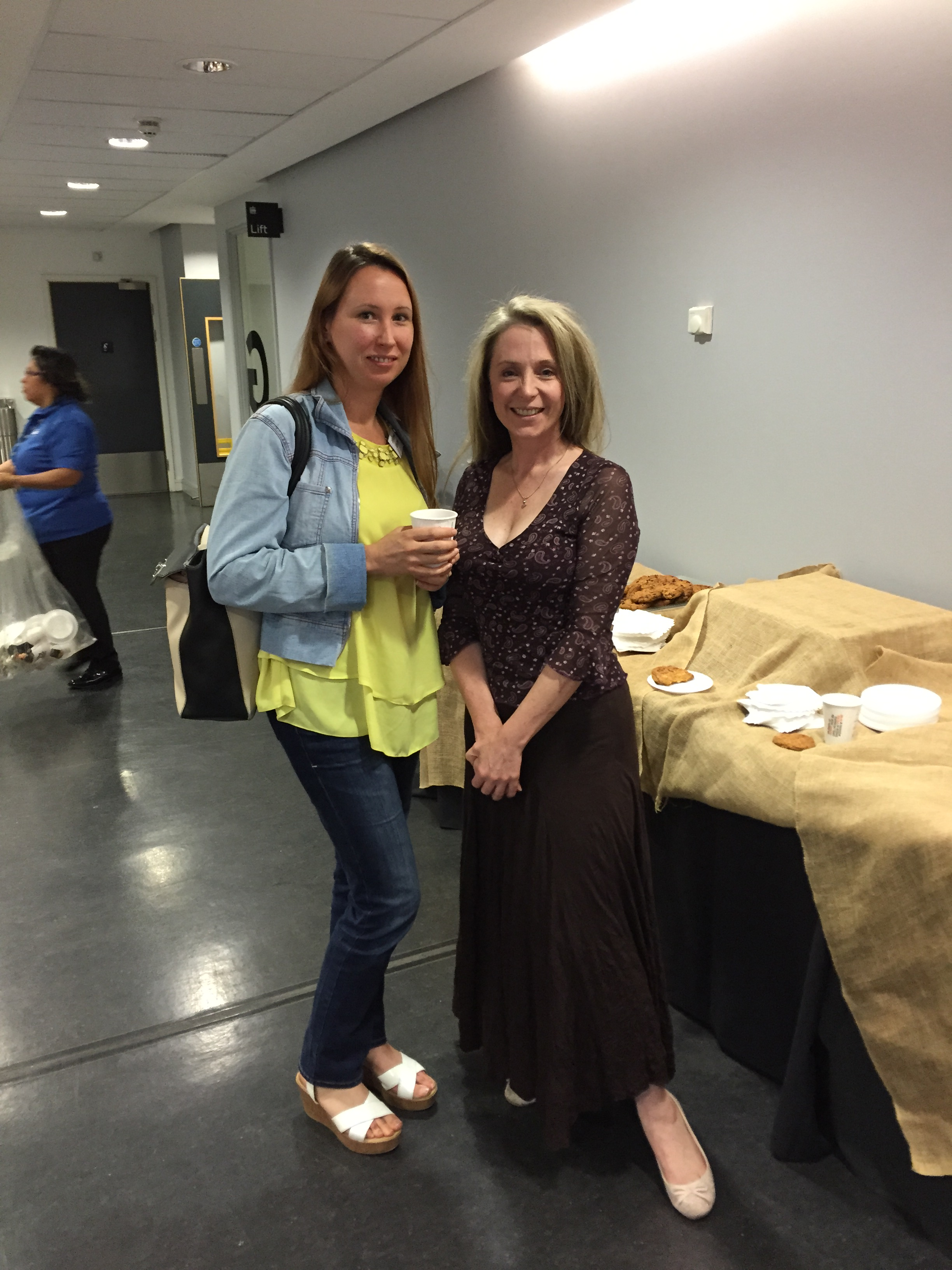
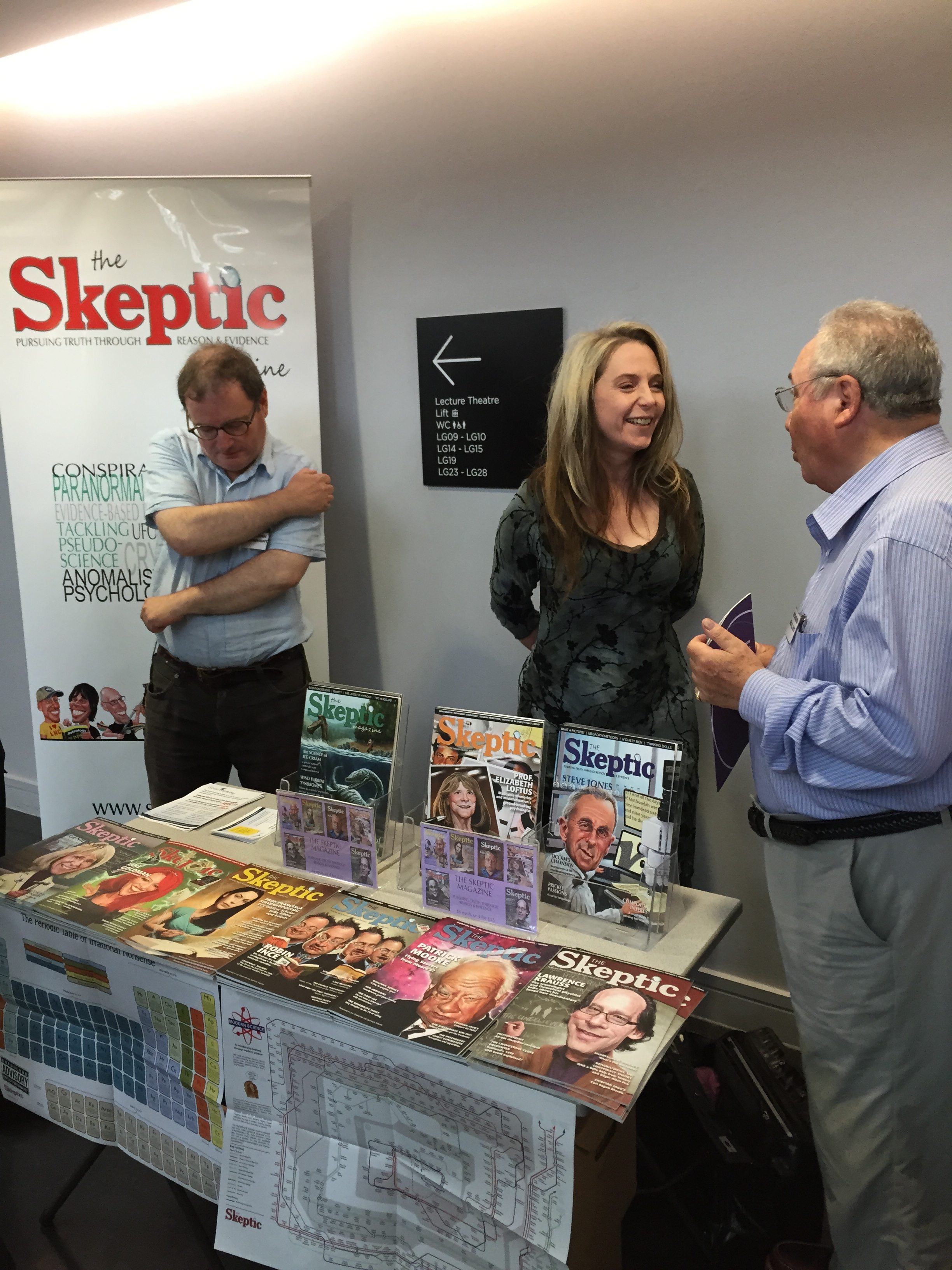
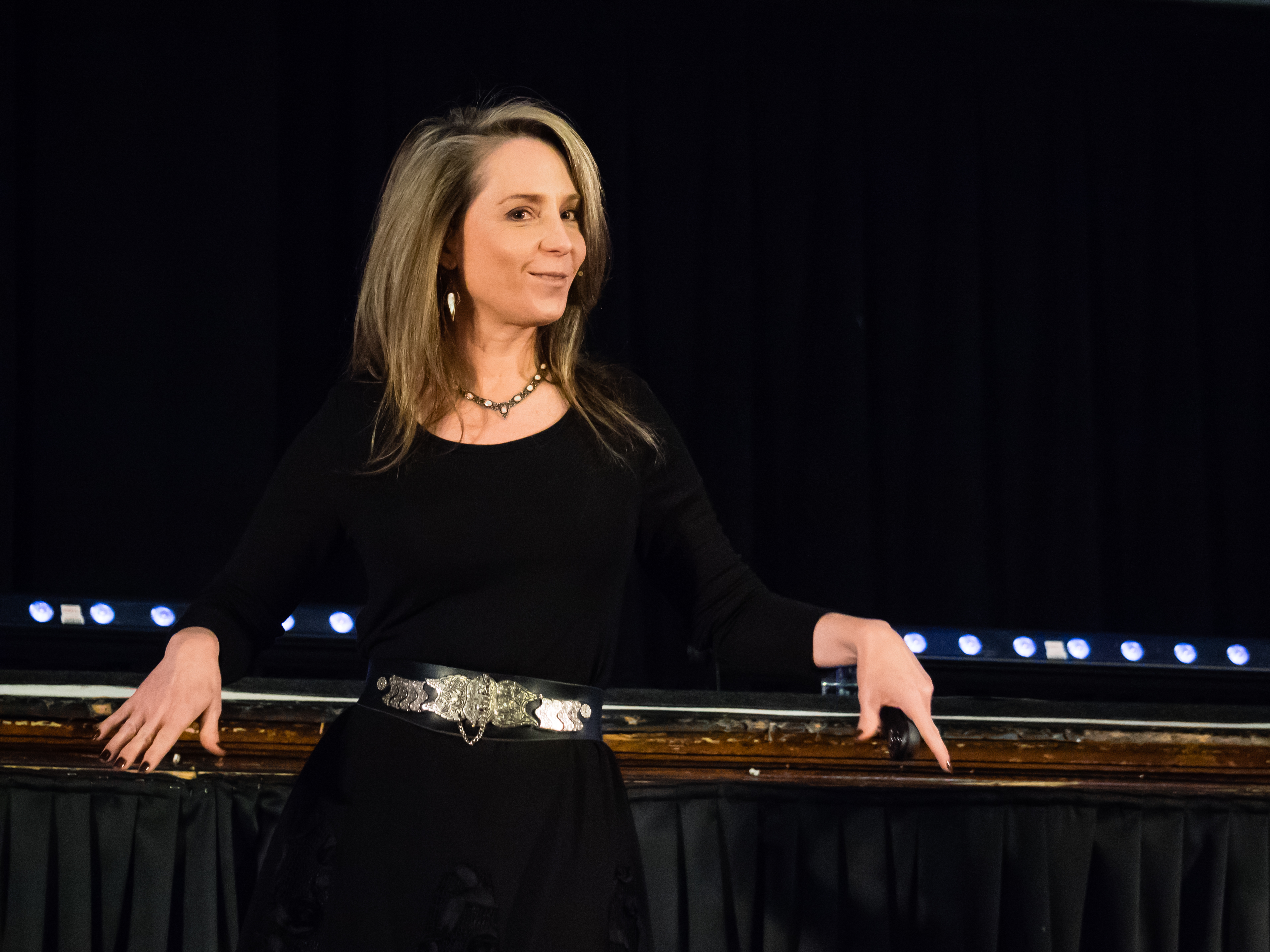

## وصلات خارجية
- الموقع الرسمي